# Palais de la Culture Energetik
 (mai 2020).
Si vous disposez d'ouvrages ou d'articles de référence ou si vous connaissez des sites web de qualité traitant du thème abordé ici, merci de compléter l'article en donnant les références utiles à sa vérifiabilité et en les liant à la section « Notes et références ».
Le Palais de la Culture Energetik (en russe : Дворец культуры Энергетик) est un bâtiment abandonné depuis 1986 à la suite de la catastrophe nucléaire de Tchernobyl. Il est situé dans la ville Ukrainienne de Prypiat (à trois km de la centrale nucléaire).

## Localisation

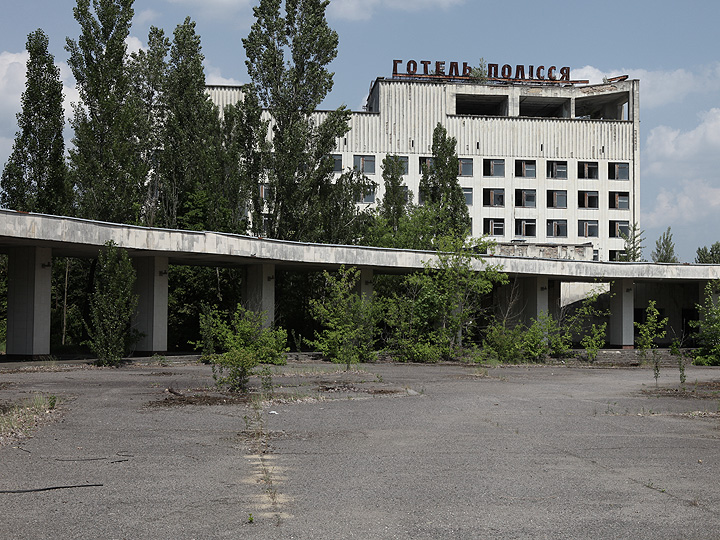
L'hôtel Polissya situé à proximité du Palais de la Culture

Le Palais de la Culture est situé dans le centre de la ville, sur la place Lénine. Le bâtiment jouxte l'hôtel Polissya auquel il est rattaché par une arche en arc de cercle.

## Histoire
Le Palais de la Culture a été bâti dans les années 1970. Il a ouvert ses portes la même année pour les habitants de la ville nouvelle de Pripyat. Le nom « Energetik » est un jeu de mots : il se réfère à l'énergie produite par la Centrale de Tchernobyl mais aussi à la vie animée des habitants de Pripyat.
Les Palais de la Culture étaient des centres communautaires présents dans les villes soviétiques, construits pendant la Guerre froide. En 1988, l'Union soviétique comptait plus de 137 000 centres répartis sur tout le territoire national.

## Architecture et fonction du bâtiment

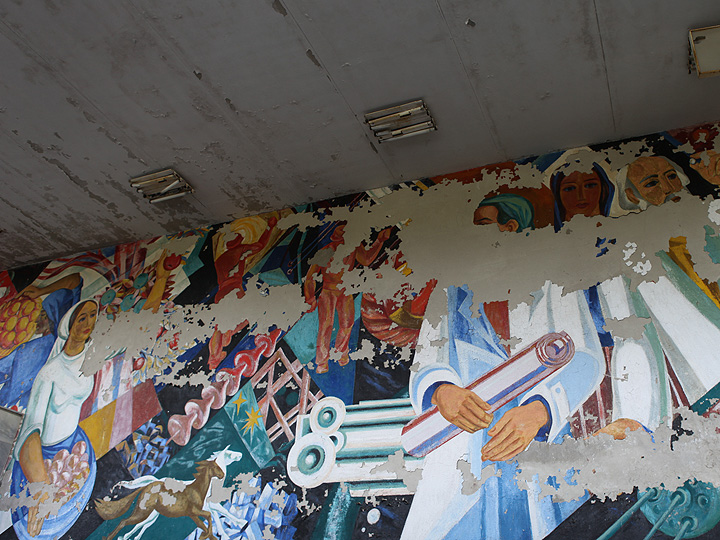
Fresque à l'intérieur du Palais

Le Palais de la Culture Energetik est un bâtiment à l'architecture de style soviétique. 
Comme les autres Palais de la Culture en URSS, le bâtiment a été construit pour que la population puisse jouir d'activités récréatives et artistiques ultra modernes, tout cela dans le cadre de la propagande soviétique. Le bâtiment comprenait un cinéma, un théâtre, une salle de concert, un gymnase, une salle d'étude. Les sous-sols du Palais de la Culture abritait même un stand de tir.

## État actuel

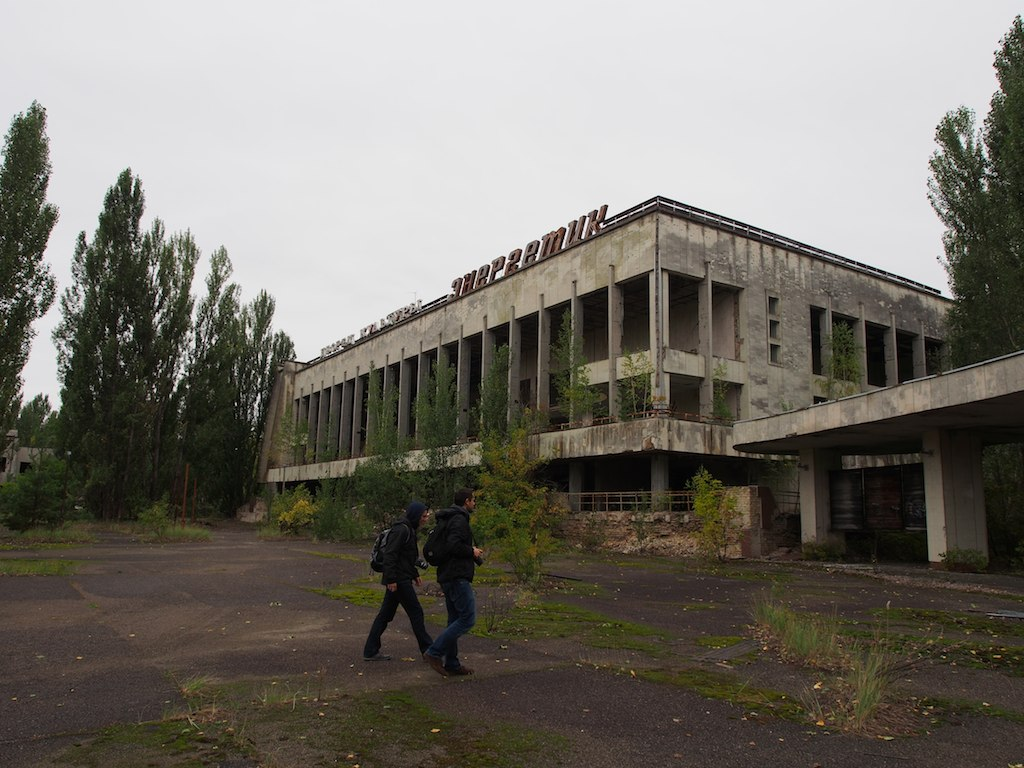
Façade du Palais de la Culture après l'accident.

Après l'accident de la centrale de Tchernobyl, les habitants de Pripyat ont été évacués, laissant ainsi les bâtiments de la ville à l'abandon. Le Palais de la Culture est dans un état délabré. Les vitres sont brisées, l'intérieur du bâtiment est recouvert de poussières radioactives. la végétation a envahi l'environnement autour du bâtiment. Dans le sol, les racines agissent comme des vérins dans les fondations du bâtiment, ce qui fait éclater le béton. Les fondations et éléments porteurs qui composent le bâtiment se désagrègent aussi en partie à cause des rudes hivers et du climat général du Nord de l'Ukraine. Le Palais de la Culture, comme beaucoup d'autres bâtiments de la ville, menace de s'effondrer sur lui-même.